# Papaka
Papaka is een geslacht van vliesvleugeligen uit de familie Encyrtidae. De wetenschappelijke naam van dit geslacht is voor het eerst geldig gepubliceerd in 1980 door Noyes.

## Soorten
Het geslacht Papaka is monotypisch en omvat slechts de volgende soort:
- Papaka confusor Noyes, 1980